# 马修·塞尔特
马修·塞尔特（英語：Matthew Selt，1985年3月7日—）是来自东伦敦罗姆福德的职业斯诺克球手，现居住在北沃里克郡亚瑟斯通。